# 센다이시 교통국 1000계 전동차
센다이 시 교통국 1000계 전동차(일본어: 仙台市交通局1000系電車)는 1985년부터 운행하고 있는 센다이 시 교통국 지하철 난보쿠 선의 전동차이다.

## 같이 보기
- 센다이시 교통국 2000계 전동차